# カザンラクのトラキア人の墳墓
カザンラクのトラキア人の墳墓は、ブルガリア中部の町カザンラク近郊のレンガ造りの丸天井型地下墳墓（カタコンベ）である。古代には、トラキア人の首都セウトポリス近郊にも位置していた。
この墓地は、大規模なトラキア人共同墓地の一部をなしており、狭い回廊と丸い埋葬室とから成っている。この墓地は紀元前4世紀にまで遡るものであり、1979年にはユネスコの世界遺産にも登録された（ID44）。
回廊や埋葬室は、ともに慣例的な葬儀の宴におけるトラキア人夫婦を描いた壁画で飾られている。その壁画には素晴らしい馬が描かれていて目を惹くが、それ以上に座っている夫婦が互いの手首をつかみ、告別の身振りをしていることが印象的である（テンプレート内の画像参照）。この壁画は、ヘレニズム時代のブルガリア美術のなかで、最も保存状態の良い傑作である。

## 登録基準
この世界遺産は世界遺産登録基準のうち、以下の条件を満たし、登録された（以下の基準は世界遺産センター公表の登録基準からの翻訳、引用である）。
- (1) 人類の創造的才能を表現する傑作。
- (3) 現存するまたは消滅した文化的伝統または文明の、唯一のまたは少なくとも稀な証拠。
- (4) 人類の歴史上重要な時代を例証する建築様式、建築物群、技術の集積または景観の優れた例。